# Thường Thạnh
Thường Thạnh là một phường thuộc quận Cái Răng, thành phố Cần Thơ, Việt Nam.

## Địa lý
Phường Thường Thạnh có vị trí địa lý:
- Phía đông giáp phường Phú Thứ
- Phía tây giáp phường Ba Láng
- Phía nam giáp tỉnh Hậu Giang
- Phía bắc giáp các phường Lê Bình và Hưng Thạnh.

Phường Thường Thạnh có diện tích 10,36 km², dân số năm 2004 là 10.431 người, mật độ dân số đạt 1.007 người/km².

## Lịch sử
Trước năm 2004, địa bàn phường Thường Thạnh hiện nay thuộc xã Đông Thạnh, huyện Châu Thành, tỉnh Cần Thơ cũ.
Xã Đông Thạnh được thành lập sau năm 1975 trên cơ sở hợp nhất hai xã Thường Thạnh và Thường Thạnh Đông trước đó.
Ngày 26 tháng 11 năm 2003, Quốc hội ban hành Nghị quyết số 22/2003/QH11 chia tỉnh Cần Thơ cũ thành thành phố Cần Thơ thuộc trung ương và tỉnh Hậu Giang. Theo đó, các ấp Thạnh Mỹ, Thạnh Huề, Thạnh Thắng, Yên Hạ và một phần ấp Phú Quới của xã Đông Thạnh thuộc địa giới hành chính thành phố Cần Thơ; phần còn lại của xã Đông Thạnh thuộc tỉnh Hậu Giang.
Ngày 2 tháng 1 năm 2004, Chính phủ ban hành Nghị định 05/2004/NĐ-CP. Theo đó, thành lập phường Thường Thạnh thuộc quận Cái Răng, thành phố Cần Thơ trên cơ sở 1.035,81 ha diện tích tự nhiên và 10.431 người của xã Đông Thạnh (phần diện tích, dân số đã điều chỉnh về thành phố Cần Thơ).\

## Hành chính
Phường Thường Thạnh được chia thành 11 khu vực: Phú Mỹ, Phú Qưới, Thạnh Hòa, Thạnh Huề, Thạnh Hưng, Thạnh Lợi, Thạnh Mỹ, Thạnh Phú, Thạnh Thắng, Yên Hạ, Yên Thạnh.

## Hình ảnh

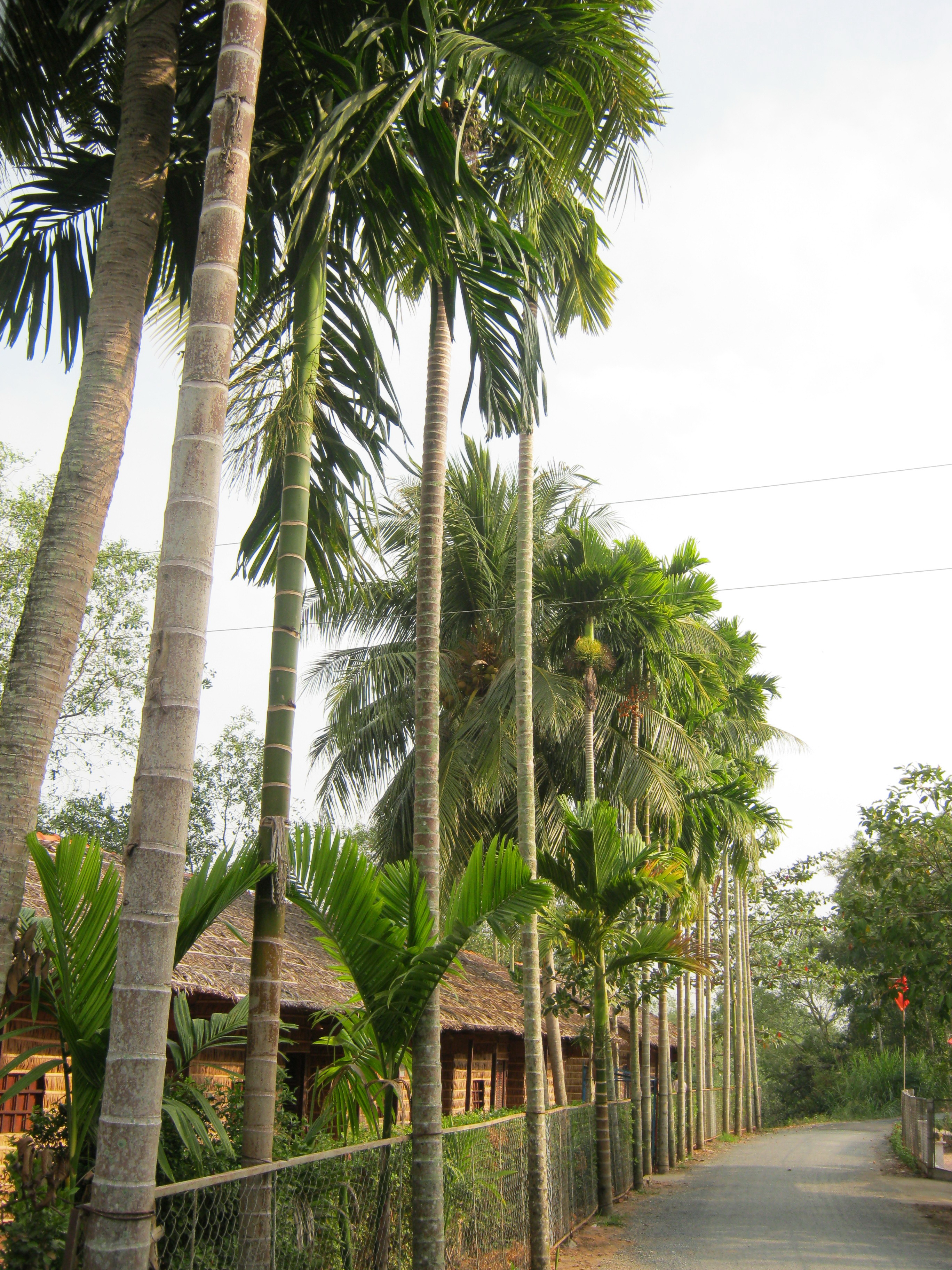
Một con đường nhỏ ở Thường Thạnh.
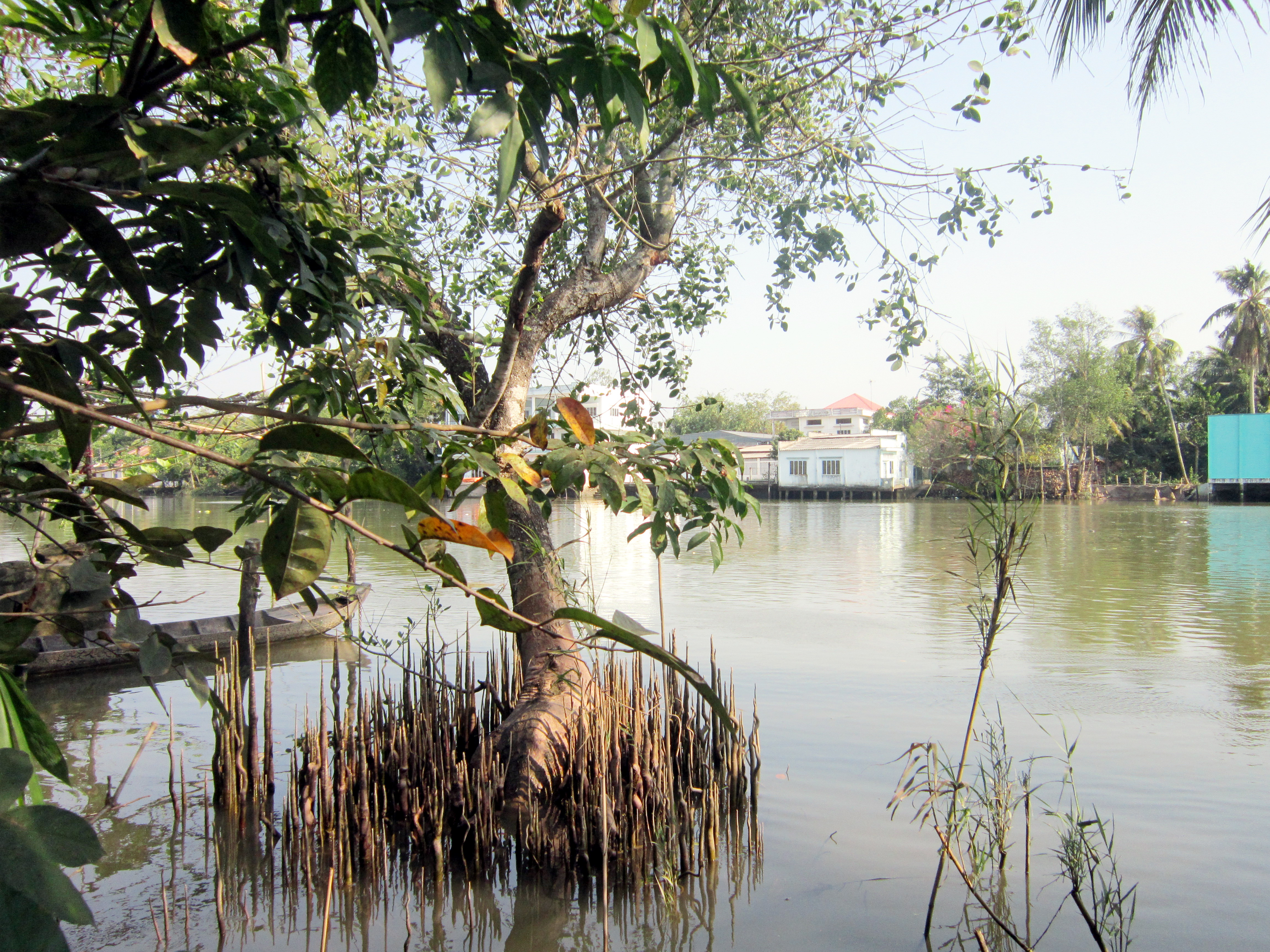
Rạch Cái Răng, đoạn chảy qua Thường Thạnh.
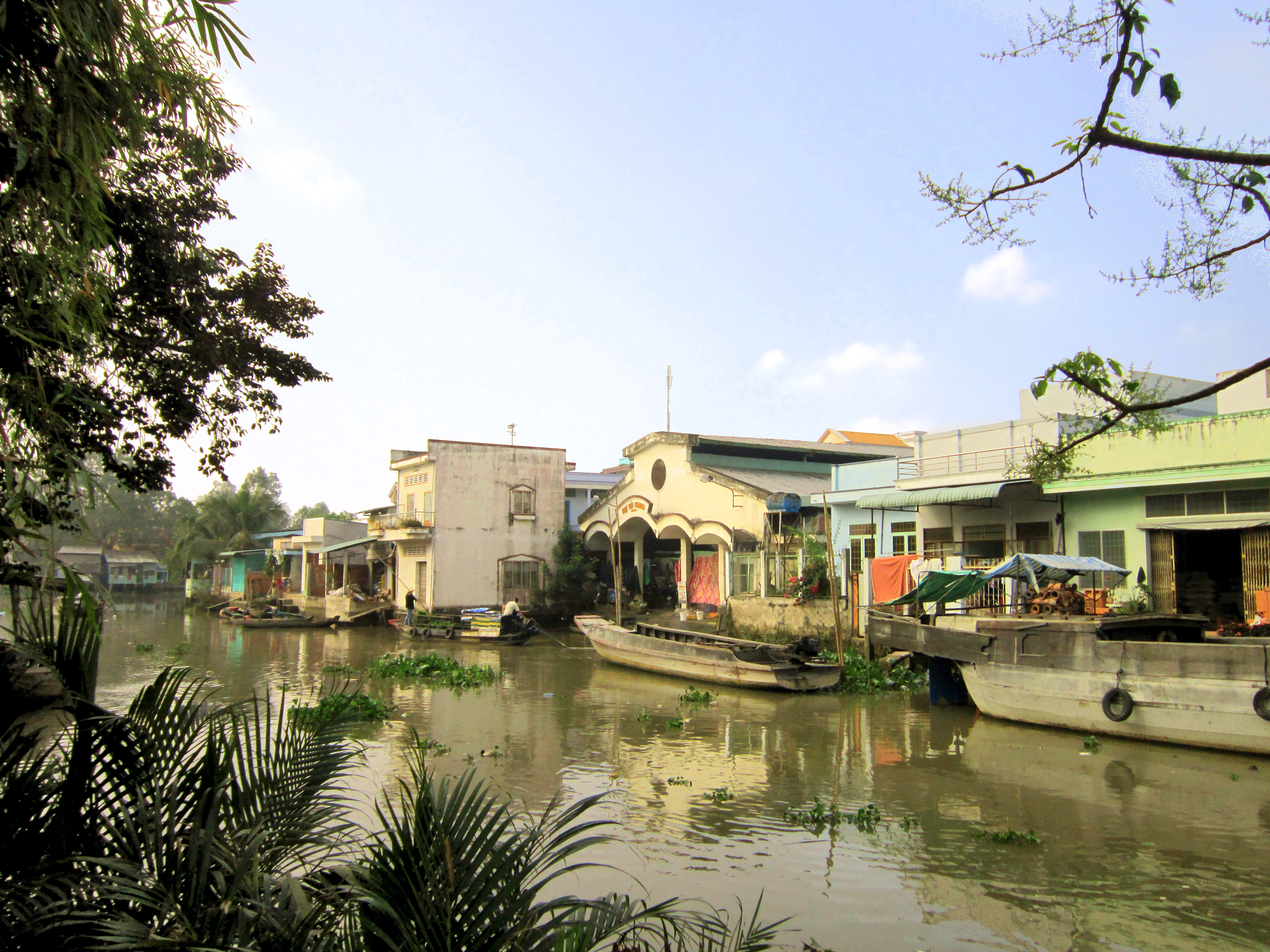
Bến chợ Cái Chanh ở phường Thường Thạnh